# Koźlarz niebieskostopy

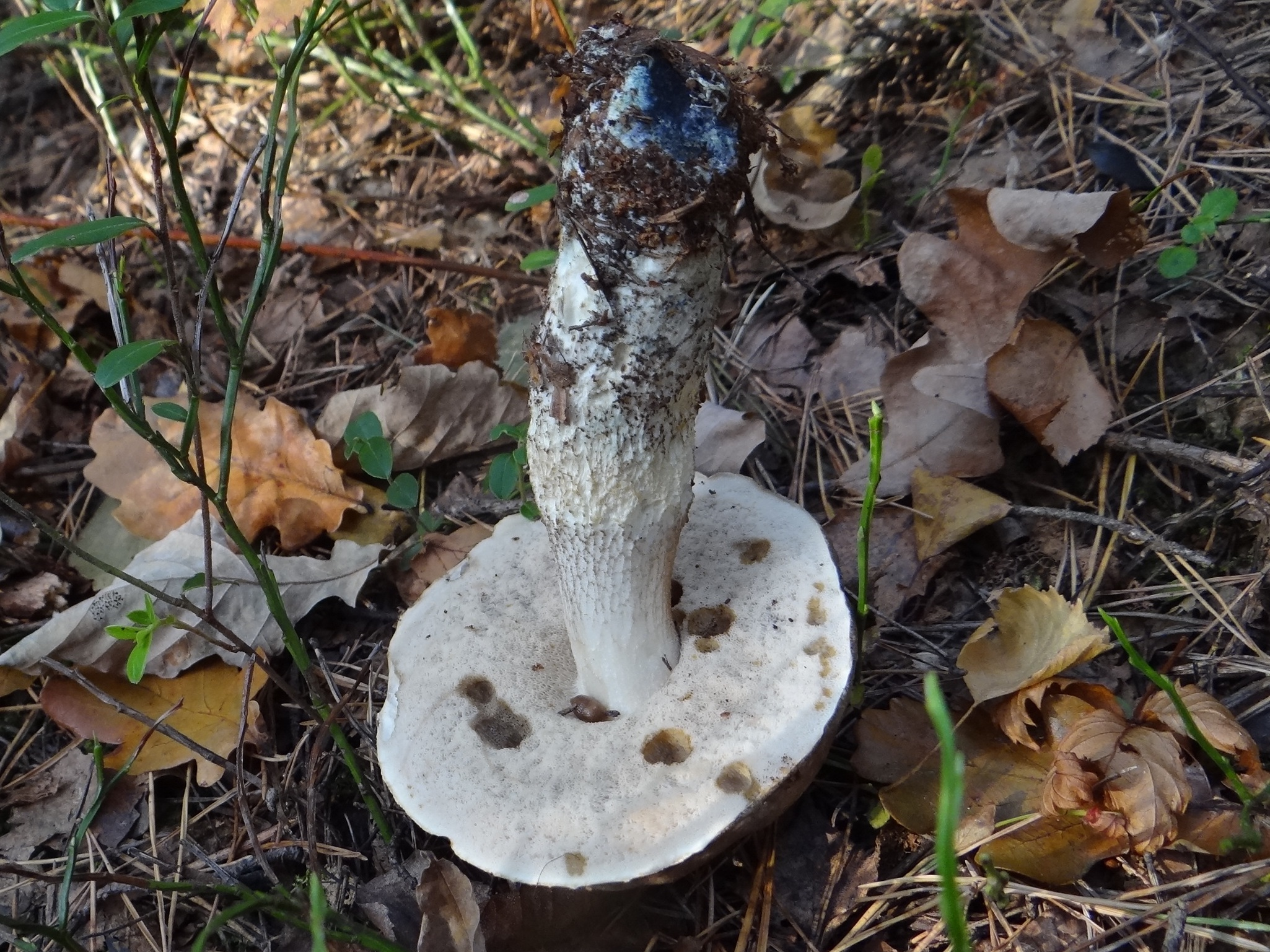
Siniejący trzon i brązowiejące pory

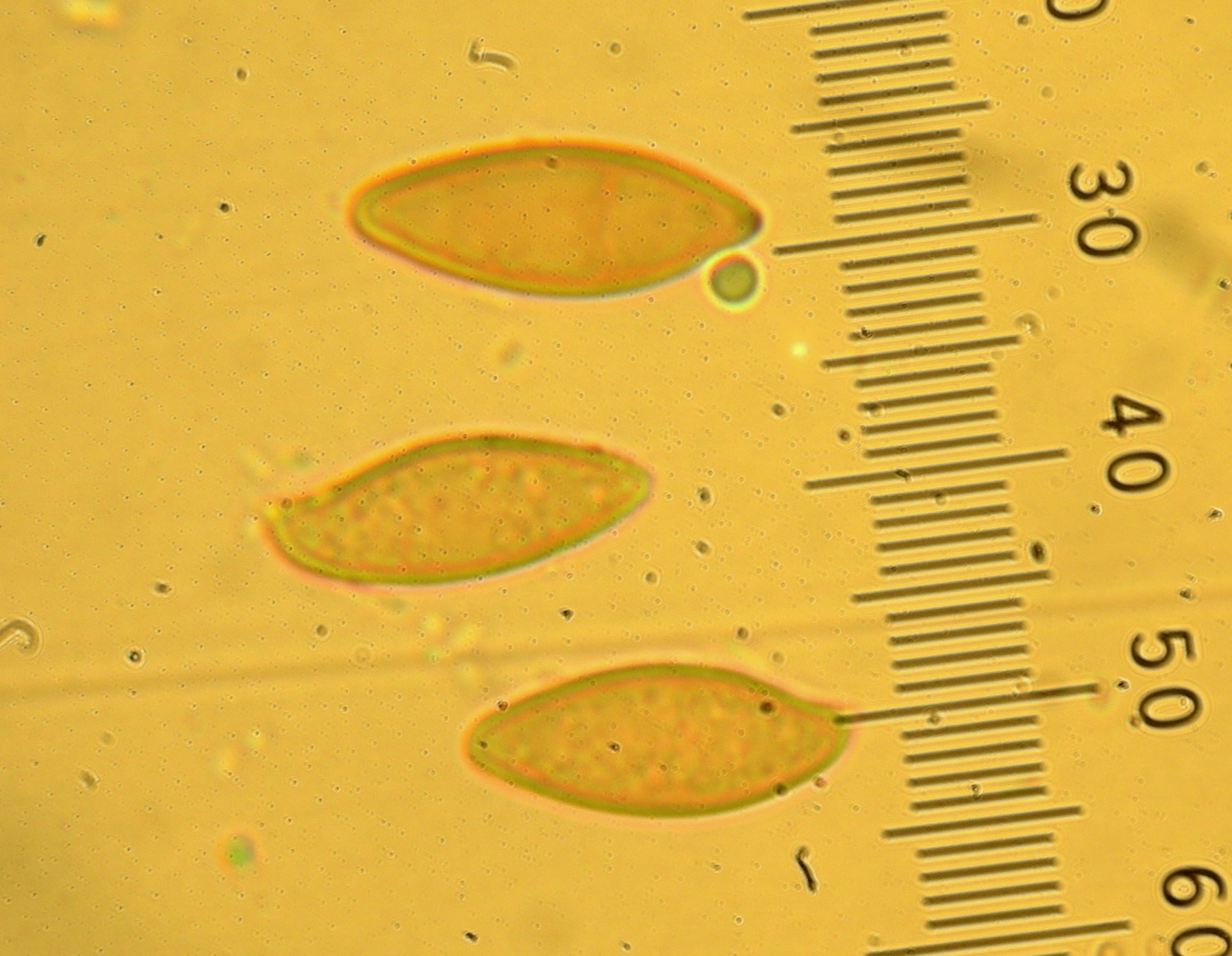
Zarodniki

Koźlarz niebieskostopy (Leccinum cyaneobasileucum Lannoy & Estadès) – gatunek grzybów z rodziny borowikowatych (Boletaceae). Grzyb jadalny.

## Systematyka i nazewnictwo
Pozycja w klasyfikacji według Index Fungorum: Leccinum, Boletaceae, Boletales, Agaricomycetidae, Agaricomycetes, Agaricomycotina, Basidiomycota, Fungi.
Gatunek ten opisali w 2005 roku Gilbert Lannoy i Alain Estadès. Opisane przez nich okazy grzybów rosły we Francji pod brzozami. Wcześniej okazy tego gatunku zaliczane były do koźlarza babki Leccinum scabrum. Okazy znalezione przez Lannoya i Estadèsa były białawej barwy z siniejącą po uszkodzeniu podstawą trzonu, dlatego też nadali im gatunkowy epitet cyanobasileucum. Później znaleziono również okazy o brązowawej barwie, ale zgodnie z zasadami nomenklatury biologicznej obowiązuje nazwa wcześniej nadana.
Synonimy:
- Leccinum brunneogriseolum Lannoy & Estadès 1991
- Leccinum brunneogriseolum f. chlorinum Lannoy & Estadès 1993
- Leccinum brunneogriseolum var. pubescentium Lannoy & Estadès 1991
- Leccinum cyaneobasileucum f. chlorinum (Lannoy & Estadès) Klofac 2016
- Leccinum cyaneobasileucum f. pubescentium (Lannoy & Estadès) Klofac 2016
- Leccinum cyaneobasileucum var. brunneogriseolum (Lannoy & Estadès) Lannoy & Estadè 2008
- Leccinum cyaneobasileucum var. pubescentium (Lannoy & Estadès) Blanco-Dios 2018

Nazwa polska według rekomendacji Komisji ds. Polskiego Nazewnictwa Grzybów przy Polskim Towarzystwie Mykologicznym.

## Morfologia
Kapelusz
O średnicy 4–8 cm, okrągły, zazwyczaj regularny, czasami tylko nieco zniekształcony z pofalowanym brzegiem. Początkowo jest wypukły, w stanie dojrzałym łukowaty, ale nigdy nie staje się całkiem płaski. Powierzchnia bardzo delikatnie kutnerowata, w różnych odcieniach brązu, ale spotyka się też białawe formy albinotyczne.
Rurki
Szeroko przyrośnięte do trzonu, o długości od 1 do 1,5 cm i średnicy 0,5 mm, okrągłe, o barwie od brudnobiałej do szarobrązowej. Pory tej samej barwy. Zgniecione nie sinieją, lecz powoli brązowieją.
Trzon
Grubość 1–2,5 cm, wysokość 7–14 cm. Kształt początkowo beczkowaty, potem lekko maczugowaty, zwężający się ku wierzchołkowi.
Miąższ
Miąższ podstawy trzonu biały, po uszkodzeniu zawsze niebieski (choć często tylko w bardzo ograniczonym obszarze). Jest niebieski również w miejscach nadgryzionych przez ślimaki czy owady. Przy wierzchołku jest biały, czasami po uszkodzeniu różowiejący.
Cechy mikroskopowe
Zarodniki wrzecionowate, 13–19 × 4–6,5 µm, głównie 4-zarodnikowe, ale zwykle z kilkoma 2-zarodnikowymi podstawkami. Duże znaczenie przy identyfikacji tego gatunku ma mikroskopowa analiza strzępek skórki i kaulocystyd.
Gatunki podobne
U koźlarza babki Leccinum scabrum podstawa trzonu nie sinieje po uszkodzeniu, zazwyczaj jest on też większy od koźlarza niebieskostopowego. Są też różnice w cechach mikroskopowych. Koźlarz pomarańczowożółty Leccinum versipelle ma znacznie bardziej pomarańczowy kapelusz i niebiesko-zielone plamy u podstawy trzonu.

## Występowanie i siedlisko
Podano występowanie tego gatunku w wielu krajach Europy oraz na kilku stanowiskach na wschodnim wybrzeżu USA. Ponieważ koźlarz babka będący bazowym gatunkiem dla tego taksonu jest na świecie szeroko rozprzestrzeniony, należy przypuszczać, że również koźlarz niebieskostopy jest szeroko rozprzestrzeniony, często jednak gatunki te nie są odróżniane. W piśmiennictwie naukowym na terenie Polski opisano jego występowanie w 2019 roku w Gryżyńskim Parku Krajobrazowym. Aktualne stanowiska podaje także internetowy atlas grzybów.
Naziemny grzyb ektomykoryzowy żyjący w symbiozie wyłącznie z brzozami.